# Moncalvillo
Moncalvillo est une commune d’Espagne, dans la province de Burgos, communauté autonome de Castille-et-León.

## Liens
- Moncalvillo sur Geocities